# Казки народів світу (книжкова серія)
«Казки народів світу» — книжкова серія започаткована видавництвом «Веселка» 1978 року. До неї входять найкращі соціально-побутові, героїчні і фантастичні казки різних народів світу.

## Список книг
| №  | Назва                         | Перше видання | Перше видання | Перше видання     | Перевидання | Перевидання | Перевидання       | Бібліографічний опис |
| №  | Назва                         | Рік           | Сторінок      | ISBN              | Рік         | Сторінок    | ISBN              | Бібліографічний опис |
| -- | ----------------------------- | ------------- | ------------- | ----------------- | ----------- | ----------- | ----------------- | --- |
| 1  | Французькі народні казки      | 1978          | 152           | -                 | 1982        | 151         |                   | Французькі народні казки. Для мол. шкіл. в. (Упорядкування О. В. Хатунцевої; Пер. з фр. І. Г. Сидоренко та ін; Вступ, слово М. М. Гайдая; Мал. С Д. Кім]. — К.: Веселка, 1982. — 151 с., іл.— (Сер. «Казки народів світу»).               |
| 2  | Болгарські народні казки      | 1979          | 192           | -                 | 1988        | 182         | 5-301-00093-4     | - |
| 3  | Чеські народні казки          | 1980          | 159           | -                 | 1990        | 143         | 5-301-00704-1     | Чеські народні казки. Для мол. шкіл. в. (Упорядкування, вступ, слово та пер. з чес. О. І. Микитенка. Мал. П. А. Гулина та Н. В. Кирилової).— К.: «Веселка», 1980.— 159 с., іл. (Серія «Казки народів світу»).                             |
| 4  | Польські народні казки        | 1980          | 143           | -                 | 2019        | 144         | 978-966-01-6047-7 | Польські народні казки. Для мол. шкіл. в. (Упорядкування, вступ, слово та пер. з пол. М. А. Пригари. Мал. Н. Д. Котел та І. А. Вишинського).— К.: Веселка, 1980.— 143 с., іл.— (Серія «Казки народів світу»).                             |
| 5  | Англійські народні казки      | 1980          | 151           | -                 | -           | -           | -                 | Англійські народні казки. Для мол. шкіл. в. (Упорядкування, вступ, слово та переказ з англ. О. І. Тереха. Мал. С. Д. Кім).— К.: Веселка, 1980. 151 с., іл. — (Серія «Казки народів світу», «Бібліотечна серія»).                          |
| 6  | Румунські народні казки       | 1981          | 151           | -                 | -           | -           | -                 | Румунські народні казки. Для мол. шкіл. в. [Упорядкування, вступ, слово та пер. з рум. В. Я. П'янова; Мал. С. К. Артюшенка].— К.: Веселка, 1981.— 151 с., іл.— (Сер. «Казки народів світу»).                                              |
| 7  | Словацькі народні казки       | 1982          | 151           | -                 | 1990        | 143         | 5-301-00868-4     | Словацькі народні казки: Для мол. шк. віку / У поряд., вступ. слово та пер. з словац. Д. С. Чередниченка; [Мал. П. А. Гулина та Н. В. Кирилової].— 2-ге вид.— К.: Веселка, 1990.— 143 с.: іл.— (Казки народів світу).                     |
| 8  | Німецькі народні казки        | 1982          | 159           | -                 | -           | -           | -                 | Німецькі народні казки, записані братами Грімм. Для мол. шкіл. в. Пер. з нім. С. Й. Сакидона та ін.; Мал. Б. А. Діодорова. Упорядкування і вступ. слово Є. О. Поповича. — К.: Веселка, 1982. — 159 с., іл.— (Сер. «Казки народів світу»). |
| 9  | Казки народів Югославії       | 1983          | 159           | -                 | -           | -           | -                 | Казки народів Югославії. Для мол. шкіл. в. Упоряд., вступ. слово та переказ із сербохорв., словен. й макед. І. П. Ющука; Мал. О. І. Кошеля.— К.: Веселка, 1983.— 159 с., іл.— (Казки народів світу; Бібл. сер.).                          |
| 10 | В'єтнамські народні казки     | 1984          | 135           | -                 | -           | -           | -                 | В'єтнамські народні казки.Для мол. шкіл. в./Упоряд. та пер. з в'єт. М. Д. Кашель; Вступ, слово Г. І. Халимоненка; Мал. В. М. Ігнатова.— К.: Веселка, 1984.— 135 с.. іл.— (Казки народів світу: Бібл. сер.).                               |
| 11 | Індійські народні казки       | 1984          | 151           | -                 | 2008        | 151         | 978-966-8373-98-5 | Індійські народні казки. Для мол. шкіл. в. /Упоряд. та переказ з хінді С. І. Наливайка; Вступ, слово Ю. В. Покальчука; Мал. М. С. Пшінки.— К.: Веселка, 1984.—151 с., іл.— (Казки народів світу; Бібл. сер.).                             |
| 12 | Грецькі народні казки         | 1985          | 159           | -                 | 2001        | 159         | 966-01-0156-2     | Грецькі народні казки. Для мол. шк. в. /Упоряд. та переказ із новогр. В. І. Степаненка; (Вступ, слово Т. М. Чернишової); Мал. В. А. Ульянової та В. А. Буйновського.— К.: Веселка, 1985.— 159 с., іл.— (Казки народів світу. Бібл. сер.). |
| 13 | Угорські народні казки        | 1985          | 151           | -                 |             |             |                   | Угорські народні казки. Для мол. шк. віку /[Упоряд. та пер. з угор. К. А. Бібікова; Вступ. слово I. П. Мегели]; Мал. І. А. Вишинського.— К.: Веселка, 1985.— 151 с., іл.— (Казки народів світу; Бібл. сер.).                              |
| 14 | Норвезькі народні казки       | 1986          | 159           | -                 | 2017        | 159         | 978-966-01-6017-0 | Норвезькі народні казки: Для мол. шк. віку /Упоряд., вступ, слово та переказ із норв. О. Д. Сенюк; Мал. К. В. Штанко.—К.: Веселка, 1986.— 159 с.: іл.— (Казки народів світу).— (Бібл. сер.).                                              |
| 15 | Японські народні казки        | 1986          | 151           | -                 | 2017        | 150         | 978-966-01-6018-7 | Японські народні казки: Для мол. шк. віку /Упоряд., вступ. слово та пер. з яп. І. П. Дзюба; Мал. О. М. Михайлової-Родіної.— К.: Веселка, 1986. — 151 с.: іл. — (Казки народів світу).                                                     |
| 16 | Італійські народні казки      | 1986          | 151           | -                 | -           | -           | -                 | Італійські народні казки: Для мол. шк. віку /[Упоряд., вступ. слово та переказ з іт. І. В. Корунця]; Мал. С. Д. Кім.— К.: Веселка, 1986.— 151 с.: іл.— (Казки народів світу).                                                             |
| 17 | Турецькі народні казки        | 1987          | 142           | -                 | -           | -           | -                 | Турецькі народні казки: Для мол. шк. віку /Упоряд., вступ. слово та переказ з тур. Г. І. Халимоненка; Мал. О. І. Кошеля.— К.: Веселка, 1987.— 142 с.: іл.— (Казки народів світу).                                                         |
| 18 | Кубинські народні казки       | 1988          | 135           | 5-301-00259-7     | -           | -           | -                 | Кубинські народні казки: Для мол. шк. віку / [Пер. з ісп.: Упоряд. Л. Б. Олевського; Вступ. слово М. І. Литвинця], Мал. Р. Сахалтуєва.— К.: Веселка; 1988. 135 с.: іл — /Казки народів світу/.                                            |
| 19 | Казки народів Іспанії         | 1989          | 160           | 5-301-00094-2     | -           | -           | -                 | - |
| 20 | Китайські народні казки       | 1991          | 159           | 5-301-00698-3     | -           | -           | -                 | Китайські народні казки: Для мол. шк. віку / Упоряд., вступ. слово та переказ з кит. І. К. Чирка; Мал. О. М. Михайловой-Родіної.— К.: Веселка, 1991.— 159 с.: іл.— (Казки народів світу).                                                 |
| 21 | Казки народів Африки          | 1993          | 159           | 5-301-01372-6     | -           | -           | -                 | Казки народів Африки: Для мол. шк. віку / [Упоряд. та вступ. слово М. А. Венгренівської]; Мал. Б. О. Михайлова.— К.: Веселка, 1993.— 159 с.: іл.— (Казки народів світу).                                                                  |
| 22 | Українські народні казки      | 1995          | 151           | 5-301-01584-2     | 2001        | 151         | 966-01-0162-7     | - |
| 23 | Фінські народні казки         | 2000          | 158           | 966-01-0144-9     | -           | -           | -                 | Фінські народні казки: Для мол. шк. віку/ [Упоряд., вступ. слово та переказ із фін. О. С. Завгороднього]; Мал. К. В. Штанко.— К.: Веселка.—2000.—158 с., іл.— (Казки народів світу).                                                      |
| 24 | Азербайджанські народні казки | 2007          | 159           | 978-966-01-0430-3 | -           | -           | -                 | - |
| 25 | Казки кримських татар         | 2016          | 127           | 978-966-01-6004-0 | -           | -           | -                 | - |